# Londoni parlament viharos éggel
„Impresszionista módon festeni annyit jelentett, mint megörökíteni azt, amit a művész lát - tehát a jelenlevő, környező valóságot-, úgy, ahogy a szeme elé tárul.”
Claude Monet 1899 ősze és az 1901 tavasza közötti időszakban egy sor festményt készített a londoni Parlament épületéről, a Westminster palotáról. Ezek közé tartozik a Londoni parlament viharos éggel című alkotás, melyet 1901-ben festett egy 81x92 cm-es vászonra. Olajfestéket használt.  Első ránézésre a kép a titokzatosság, a rejtelmesség érzetét kelti. Borongós hangulatú, ami jellemző egy viharos napra. Egyszerre érezhető a festményen a mozgalmasság a nyugalom is, olyan, mint a vihar előtti csend.

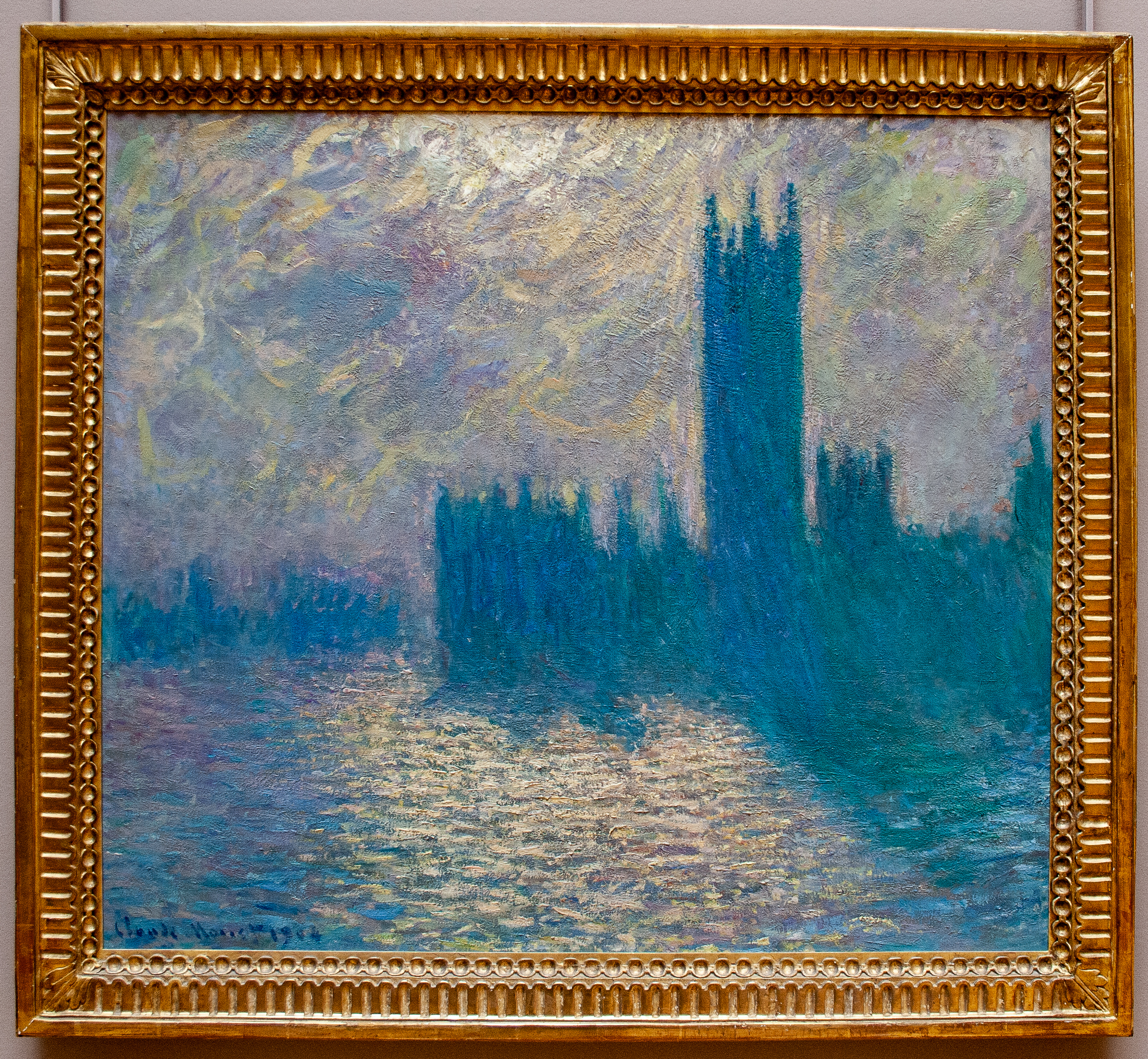
Londoni parlament viharos éggel, Palais des Beaux-Arts de Lille

## A kép témája
A képen a londoni parlament épülete látható. Monet sok képén foglalkozik a parlamenttel. E neves londoni épülettel szemben bérelt szobát, és innen festette sorozatban képeit. Egyszerre több vásznon is dolgozott, amelyeket a fényviszonyok és a napszakok váltakozásától függően váltogatott. Ezeket a képeket a párizsi műtermében fejlesztette tovább.

## Kompozíciója
A festményen a parlament épülete szinte elveszik a homályban, a ködben. Csak az eső függönyén keresztül dereng halványan a sziluettje, és szinte elmosódik a hosszanti irányban elnyújtott ecsetvonásoknak köszönhetően. Ez olyan érzést kelt azt emberben, mintha csak egy árnyék lenne, amely bármelyik pillanatban eltűnhet a szemünk elől. Az alkotáson a főszerep a viharos égbolté. A gomolygó felhőkön átszűrődő, vagy a rajtuk megvillanó fények érzékeltetik a vihar kiszámíthatatlanságát. A vízen tükröződő és villódzó fények félelmetes hatást keltenek.

## Színei
Monet főleg a színekre, a festészeti módszerekre összpontosít, és nem arra, amit a valóságban lát. Fontos számára a pillanatnyi benyomás ábrázolása, amikor a saját érzéseit vetíti le szubjektíven. A kép a lelkiállapot kifejezőjévé válik. A képen szinte csak a komplementer színek variációi jelennek meg. A kék a végtelenség, a megfoghatatlanság szimbóluma, amit ezen az alkotáson tökéletesen megfigyelhetünk. Az árnyékban lévő épületen a hideg oxid zöld, lila és kék árnyalatait használta, a vízen pedig -  kontrasztot alkotva - megjelenik a sárga is.

## A művész stílusa
A művész számára fontos, hogy a képet egy külön világként ábrázolja, amely utal a valóságra, de bizonyos részei már a valóságon túlmutatnak. Sejtelmeket idéz elénk, s ezek főleg a színekben nyilvánulnak meg. A színeket egy hangulathoz, ismerős érzéshez köti. A parlamentet vékony festékréteggel festi meg, ennek köszönhető a légies hatás. A víznél ezzel ellentétben sok festéket használ, így lesz anyagszerű.
Ez egy tipikus impresszionista kép, amely a viharos ég pillatatnyi állapotát próbálja megragadni. Egyszerre több érzelmet is képes előidézni az emberben. Ez arról tanúskodik, hogy Claude Monet valóban egy kiváló festő volt, aki a vásznon képes visszaadni a természeti viszonyokat úgy, hogy szinte érezzük a szelet, az esőt vagy akár a napsütést.